# Sint-Bartholomaeuskerk (Beek (Berg en Dal))
De (grote) Sint-Bartholomaeuskerk is een voormalige rooms-katholieke kerk en het grootste kerkgebouw in Beek in de gemeente Berg en Dal (Nederlandse provincie Gelderland). Zij staat tegenover het kleine protestantse Bartholomeuskerkje.

## Ontstaansgeschiedenis
Van oudsher kende Beek een klein kerkje dat was gewijd aan de heilige apostel Bartholomeus. In 1796 werd besloten dat de protestanten dit (van oorsprong katholieke) kerkje met de katholieken moesten delen. Omdat sedertdien niemand zich meer geroepen voelde het gebouw te onderhouden, verviel het en werd het in 1824 wegens bouwvalligheid gesloten. Op het kerkhof tegenover de bouwval werd een houten noodkerk gerealiseerd voor de katholieke eredienst. Mede dankzij een rijkssubsidie van 6.000 gulden van koning Willem I begon men in 1826 aan de bouw van een kerkgebouw, dat in 1826 zonder plechtigheid in gebruik werd genomen. Willem I steunde daarnaast het opknappen van het kleine kerkje, dat voortaan weer alleen door protestanten gebruikt werd. Het staat nu bekend onder als het "kleine" Bartholomeuskerkje.
Wegens de hevige toename van het aantal parochianen werd het kerkgebouw in de jaren 1891-1892 door architect Johannes Kayser enorm vergroot.
Tijdens de Tweede Wereldoorlog werden de drie klokken door de Duitsers geroofd. In september en oktober 1944 in Beek werd het kerkgebouw door inslaande granaten zwaar getroffen. Daarbij gingen onder meer de kostbare gebrandschilderde ramen verloren. De pastorie met het daarin aanwezige kerkarchief ging in vlammen op.
In 1952 werd met de eigenlijke restauratie begonnen. In de toren werden weer drie luidklokken opgehangen. Bij een grote opknapbeurt in de jaren 1972-1977 werd geleidelijk aan het interieur aangevuld met neobarokke inventarisstukken uit kerken, die gesloten of afgebroken werden.
In 2019 werd het gebouw verkocht aan een projectontwikkelaar en op 25 januari 2020 werd de Sint-Bartholomaeuskerk aan de eredienst onttrokken.

## Monument
De kerk is een van de rijksmonumenten in Beek (Berg en Dal).